# 8-4
Le studio 8-4 (有限会社ハチノヨン (Yūgen Gaisha Hachi no Yon)) est une société japonaise spécialisée dans la localisation de jeu vidéo. Créée en 2005 par Hiroko Minamoto et l'ancien rédacteur d'Electronic Gaming Monthly John Ricciardi, elle effectue majoritairement des traductions de l'anglais vers le japonais, ou du japonais vers l'anglais. Parmi les jeux traduits par le studio 8-4, on trouve les jeux de la franchise Nier, Fire Emblem, Dragon Quest, Monster Hunter ou Undertale.

## Histoire de l'entreprise
En 2008, Mark MacDonald, un ancien collègue de John Riccardi chez EGM, rejoint l'équipe au poste de directeur exécutif. En 2016, ce dernier quitte le studio 8-4 pour Enhance Games.
Le nom de l'entreprise est une référence au nombre de niveaux dans Super Mario Bros..

## Travail de traduction
Les traducteurs du studio 8-4 interviennent à mi-chemin lors du développement du jeu, obtenant ainsi accès au script du jeu. Dans certaines occasions, les traducteurs sont amenés à aider l'équipe de développement durant le processus créatif, comme ce fut le cas avec Shadows of the Damned. Les traducteurs donnent également des conseils pour adapter le jeu à une audience occidentale, suggérant des modifications pouvant aller d'altérations de l'interface de jeu au changement de personnalité et de design d'un personnage,. Les références culturelles spécifiques à un pays font également partie des détails sur lesquels le studio 8-4 est appelé à intervenir,. Les traductions des noms propres sont également délicates, car il faut atteindre un juste milieu entre une traduction littérale qui ferait perdre une notion culturelle, et un éloignement complet du matériel de base.     
Les jeux vidéos sortant de plus en plus couramment de manière simultanée à l'international, les traducteurs sont sollicités de plus en plus tôt dans le processus de conception du jeu. C'est le cas pour la traduction des jeux de la franchise Fire Emblem, où le studio 8-4 est approché dès le début du développement du jeu. Dans le cas de Fire Emblem Awakening, le processus de traduction a duré environ un an.   
À cause de la quantité importante de texte dans les jeux vidéo de rôle, beaucoup de contrats du studio 8-4 concernent ce genre de jeu, qui sont généralement au dessus de la capacité de traduction des traducteurs des maisons d'édition de jeu vidéo. C'est l'une des raisons qui explique que 8-4 ait été chargé de localiser des jeux comme Eternal Sonata, Tales of Vesperia, et Star Ocean: The Last Hope.
La traduction présente également plusieurs problèmes techniques dans certains cas : pour le jeu mobile Neko Atsume, l'utilisation de certains kanjis pose des problèmes dans l'affichage après traduction, un obstacle que les traducteurs ont du surmonter.    

## Podcasts
En plus de leur travail de traduction, le studio 8-4 organise des podcasts réguliers sur les jeux vidéos, le Japon et les jeux vidéos japonais. Disponible sur le site 1UP.com, les intervenants principaux sont Mark MacDonald, John Ricciardi, et Hiroko Minamoto. Ils y révèlent notamment que l'un de leurs projets favoris a été la localisation de Baten Kaitos Origins, car l'équipe a été impliquée dans presque toutes les étapes de développement, de l'écriture du script à l'assurance qualité logicielle, en passant par le doublage.

## Liste des jeux traduits
| Année | Œuvre                                          | Sens de traduction                                    |
| ----- | ---------------------------------------------- | ----------------------------------------------------- |
| 2005  | Mario Tennis: Power Tour                       | Japonais vers anglais                                 |
| 2006  | Warship Gunner 2 (en)                          | Japonais vers anglais                                 |
| 2006  | Xenosaga Episode III: Also sprach Zarathustra  | Japonais vers anglais                                 |
| 2006  | Baten Kaitos Origins                           | Japonais vers anglais                                 |
| 2006  | Tales of the Abyss                             | Japonais vers anglais                                 |
| 2006  | Gunpey                                         | Japonais vers anglais                                 |
| 2006  | Gunpey DS                                      | Japonais vers anglais                                 |
| 2006  | Every Extend Extra                             | Japonais vers anglais                                 |
| 2007  | Rogue Galaxy                                   | Japonais vers anglais                                 |
| 2007  | Lunar Knights                                  | Japonais vers anglais                                 |
| 2007  | Tales of the World: Radiant Mythology          | Japonais vers anglais                                 |
| 2007  | Brave Story: New Traveler                      | Japonais vers anglais                                 |
| 2007  | Jeanne d'Arc                                   | Japonais vers anglais                                 |
| 2007  | Wild Arms 5                                    | Japonais vers anglais                                 |
| 2007  | Eternal Sonata (Version XBOX 360)              | Japonais vers anglais                                 |
| 2008  | Ape Quest (en)                                 | Japonais vers anglais                                 |
| 2008  | Culdcept Saga (en)                             | Japonais vers anglais                                 |
| 2008  | Wild Arms XF                                   | Japonais vers anglais                                 |
| 2008  | SoulCalibur IV                                 | Japonais vers anglais                                 |
| 2008  | Tales of Vesperia                              | Japonais vers anglais                                 |
| 2008  | Eternal Sonata (Version PS3)                   | Japonais vers anglais                                 |
| 2008  | Tales of Symphonia: Dawn of the New World      | Japonais vers anglais                                 |
| 2008  | Castlevania Judgment                           | Japonais vers anglais                                 |
| 2008  | Léa Passion : Danseuse étoile                  | Japonais vers anglais                                 |
| 2009  | Tenchu: Shadow Assassins (Version Wii)         | Japonais vers anglais                                 |
| 2009  | Fire Emblem: Shadow Dragon                     | Japonais vers anglais                                 |
| 2009  | Star Ocean: The Last Hope                      | Japonais vers anglais                                 |
| 2009  | Tenchu: Shadow Assassins (Version PSP)         | Japonais vers anglais                                 |
| 2009  | Léa Passion: Maquillage                        | Japonais vers anglais                                 |
| 2009  | SoulCalibur: Broken Destiny                    | Japonais vers anglais                                 |
| 2009  | Katamari Forever                               | Japonais vers anglais                                 |
| 2009  | Undead Knights                                 | Japonais vers anglais                                 |
| 2009  | Tekken 6                                       | Japonais vers anglais                                 |
| 2009  | Petz : Ma Famille Hamsters                     | Japonais vers anglais                                 |
| 2010  | Glory of Heracles (en)                         | Japonais vers anglais                                 |
| 2010  | White Knight Chronicles                        | Japonais vers anglais                                 |
| 2010  | Super Monkey Ball: Step & Roll                 | Japonais vers anglais                                 |
| 2010  | Adrenalin Misfits                              | Japonais vers anglais                                 |
| 2010  | The Eye of Judgment: Legends (en)              | Japonais vers anglais                                 |
| 2010  | Nier                                           | Japonais vers anglais                                 |
| 2010  | Monster Hunter Tri                             | Japonais vers anglais                                 |
| 2010  | Castlevania: Harmony of Despair                | Japonais vers anglais                                 |
| 2010  | Echochrome II                                  | Japonais vers anglais                                 |
| 2011  | Zoo Resort 3D                                  | Japonais vers anglais                                 |
| 2011  | Aquaria                                        | Anglais vers japonais                                 |
| 2011  | Dragon Quest VI : Le Royaume des songes        | Japonais vers anglais                                 |
| 2011  | Dead or Alive: Dimensions                      | Japonais vers anglais                                 |
| 2011  | Shadows of the Damned                          | Japonais vers anglais                                 |
| 2011  | Epic Mickey                                    | Anglais vers japonais                                 |
| 2011  | Wind-up Knight (en)                            | Anglais vers japonais                                 |
| 2011  | The Black Eyed Peas Experience                 | Participation à l'écriture du script anglais          |
| 2011  | Otomedius Excellent (en)                       | Japonais vers anglais                                 |
| 2011  | Fossil Fighters: Champions (en)                | Japonais vers anglais                                 |
| 2012  | Tales of Graces                                | Japonais vers anglais                                 |
| 2012  | SoulCalibur V                                  | Japonais vers anglais (contenus téléchargeables)      |
| 2012  | Tales of the Abyss                             | Japonais vers anglais                                 |
| 2012  | Touch My Katamari (en)                         | Japonais vers anglais                                 |
| 2012  | Skullgirls                                     | Aide à la communication entre les différentes équipes |
| 2012  | Dragon's Dogma                                 | Japonais vers anglais                                 |
| 2012  | Gravity Rush                                   | Japonais vers anglais                                 |
| 2012  | Steel Battalion: Heavy Armor                   | Japonais vers anglais                                 |
| 2012  | Superbrothers: Sword & Sworcery EP             | Anglais vers japonais                                 |
| 2013  | Rise of the Blobs                              | Anglais vers japonais                                 |
| 2013  | Skulls of the Shogun                           | Ecriture du script anglais                            |
| 2013  | Fire Emblem Awakening                          | Japonais vers anglais                                 |
| 2013  | Metal Gear Rising: Revengeance                 | Japonais vers anglais                                 |
| 2013  | Monster Hunter 3 Ultimate                      | Japonais vers anglais                                 |
| 2013  | Tales of Xillia                                | Japonais vers anglais                                 |
| 2013  | Hay Day                                        | Anglais vers japonais, consulting                     |
| 2013  | République                                     | Anglais vers japonais                                 |
| 2014  | Wind-up Knight 2                               | Anglais vers japonais                                 |
| 2014  | Azure Striker Gunvolt                          | Japonais vers anglais                                 |
| 2014  | Tales of Hearts                                | Japonais vers anglais                                 |
| 2014  | Boom Beach                                     | Anglais vers japonais                                 |
| 2014  | Drakengard 3                                   | Japonais vers anglais                                 |
| 2014  | Threes!                                        | Anglais vers japonais                                 |
| 2015  | Rogue Legacy                                   | Japonais vers anglais                                 |
| 2015  | Neko Atsume                                    | Japonais vers anglais                                 |
| 2015  | Xenoblade Chronicles X                         | Japonais vers anglais                                 |
| 2016  | Super Time Force Ultra                         | Anglais vers japonais                                 |
| 2016  | Mighty No. 9                                   | Japonais vers anglais                                 |
| 2016  | Mario et Sonic aux Jeux olympiques de Rio 2016 | Japonais vers anglais                                 |
| 2016  | Shovel Knight                                  | Anglais vers japonais                                 |
| 2016  | Gotta Protectors                               | Japonais vers anglais                                 |
| 2016  | Azure Striker Gunvolt 2 (en)                   | Japonais vers anglais                                 |
| 2017  | Nier: Automata                                 | Japonais vers anglais                                 |
| 2017  | Fire Emblem Echoes: Shadows of Valentia        | Japonais vers anglais                                 |
| 2017  | Style Savvy: Styling Star                      | Japonais vers anglais                                 |
| 2017  | Undertale                                      | Anglais vers japonais                                 |
| 2017  | Egglia: Legend of the Redcap                   | Japonais vers anglais                                 |
| 2018  | Monster Hunter: World                          | Japonais vers anglais                                 |
| 2018  | Dragalia Lost (en)                             | Japonais vers anglais                                 |
| 2018  | Firewatch                                      | Anglais vers japonais                                 |
| 2018  | Slime Rancher                                  | Anglais vers japonais                                 |
| 2018  | Deltarune Chapter 1                            | Anglais vers japonais                                 |
| 2018  | Return of the Obra Dinn                        | Anglais vers japonais                                 |
| 2019  | Bloodstained: Ritual of the Night              | Japonais vers anglais                                 |
| 2019  | SaGa: Scarlet Grace - Ambitions (en)           | Japonais vers anglais                                 |
| 2019  | Celeste                                        | Anglais vers japonais                                 |
| 2020  | Tales of Crestoria                             | Japonais vers anglais                                 |
| 2021  | Nier Reincarnation                             | Japonais vers anglais                                 |
| 2021  | Nier Replicant ver.1.22474487139... (en)       | Japonais vers anglais                                 |
| 2021  | Hades                                          | Anglais vers japonais                                 |
| 2021  | Deltarune Chapter 2                            | Anglais vers japonais                                 |